# Никола Стојановић (редитељ)
Никола Стојановић (Душаново код Лесковца, 4. мај 1942 — Београд, 5. јануар 2021) био је југословенски и српски филмски редитељ, сценариста и професор на Катедри за теорију и историју Факултета драмских уметности у Београду, Академији уметности у Новом Саду и на Академији сценских уметности у Сарајеву.

## Биографија
Школовао се у Белој Цркви, Београду, Титограду. Писањем о филму се бави још у гимназији, а аматерским филмом у оквиру Кино клуба Сарајево, током студија архитектуре на Архитектонско-урбанистичком факултету у Сарајеву. Дипломирао је 1965. године. Од 1964. до 1967. године са својим аматерским филмовима постиже успехе на домаћим и међународним аматерским смотрама.
Након студијског боравка у Паризу 1967/1968, професионално дебитује својим дванаестоминутним играним филмом: У кухињи (1969), који провоцира ексклузивном формом (снимљен је у једном статичном кадру) и сложеном поруком.
Овај филм је награђен Специјалном дипломом за режију на фестивалу у Београду.
Режирао је 6 кратких играних филмова (вишеструко награђивани у земљи и иностранству), 2 документарна филма, 5 дугометражних играних филмова а за ТВ Сарајево реализује већи број документарних емисија и 2 тв играна филма.
1970 године режира први дугометражни играни филм Драга Ирена који на фестивалу у Пули добио дебитантску награду листа Студио.
1974 године ради Поленов прах који је награђиван у Загребу, Пули и Нишу.
Добитник награде за режију филма Од злата јабука 1987 године на 25 међународном фестивалу филма за омладину у Шпанији.
За све своје филмове писао је сценарија.
У оквиру Кино клуба Сарајево био је један од оснивача филмског часописа Синеаст.
Предавао је историју филма на Академији сценских умјетности у Сарајеву до 1992 године када услед ратних дејстава напушта Сарајево и запошљава се у Новом Саду где на тамошњој Академији уметности од 1995 године предаје историју филма.
Један је од поштоваоца дела Акира Куросаве на чијим делима је одбранио докторску тезу на ФДУ.
Од 2002 године једно време редовни професор историје филма на ФДУ у Београду.
Брат му је био сценариста Велимир Стојановић, чији је син познати позоришни и филмски редитељ Горчин Стојановић.

## Филмографија
- 1969 - Рам за слику моје драге - помоћник редитеља
- 1969 - У кухињи - редитељ
- 1970 - Драга Ирена
- 1971 - Између
- 1974 - Поленов прах
- 1975 - Хакари
- 1977 - Аутограм
- 1978 - Поглед у ноћ
- 1980 - Чин
- 1981 - Увиђај
- 1981 - Жеђ
- 1982 - Триптих
- 1984 - Велики таленат
- 1985 - Ребус
- 1986 - Од злата јабука
- 1987 - Алтернатива
- 1990 - Последњи валцер у Сарајеву
- 1995 - Крај миленијума